# Danh pháp
Danh pháp có thể chỉ tới một hệ thống các tên gọi hay thuật ngữ, các quy tắc hay quy ước được sử dụng để tạo ra các tên gọi, khi được cá nhân hay cộng đồng sử dụng, đặc biệt những gì nói trên được  dùng trong một ngành khoa học (danh pháp khoa học) hay một lĩnh vực nghệ thuật cụ thể.. Danh pháp là từ gốc Hán-Việt (tiếng Trung: 名法), với danh (名) là tên, pháp (法) là phép tắc, quy tắc. Nội hàm của nó là quy tắc đặt tên, tương đương với nomenclature trong tiếng Anh.
Danh pháp có thể chỉ tới một trong các khái niệm sau:

## Sinh học
- Danh pháp sinh học
  - Danh pháp Linnaeus
    - Danh pháp hai phần
    - Danh pháp ba phần

  - Danh pháp phát sinh loài
  - Các quy tắc danh pháp
    - Quy tắc quốc tế cho danh pháp thực vật (ICBN), xem thêm Danh pháp thực vật
    - Quy tắc quốc tế cho danh pháp vi khuẩn (ICNB)
    - Quy tắc quốc tế cho danh pháp cây trồng (ICNCP)
    - PhyloCode, Quy tắc quốc tế cho danh pháp phát sinh loài (ICPN)
    - Quy tắc quốc tế cho danh pháp động vật (ICZN)
    - Danh pháp virus, sử dụng trong phân loại virus
- Danh pháp gen

## Thiên văn học
- Quy ước đặt tên thiên văn
- Danh pháp hành tinh
- Danh pháp thiên thạch
- Hiệp hội Thiên văn Quốc tế (IAU)

## Địa lý
- Địa danh học

## Hóa học
- Danh pháp IUPAC cho các chất hóa học
- Hiệp hội hóa học lý thuyết và ứng dụng quốc tế (IUPAC)